# Bahnbögengalerie

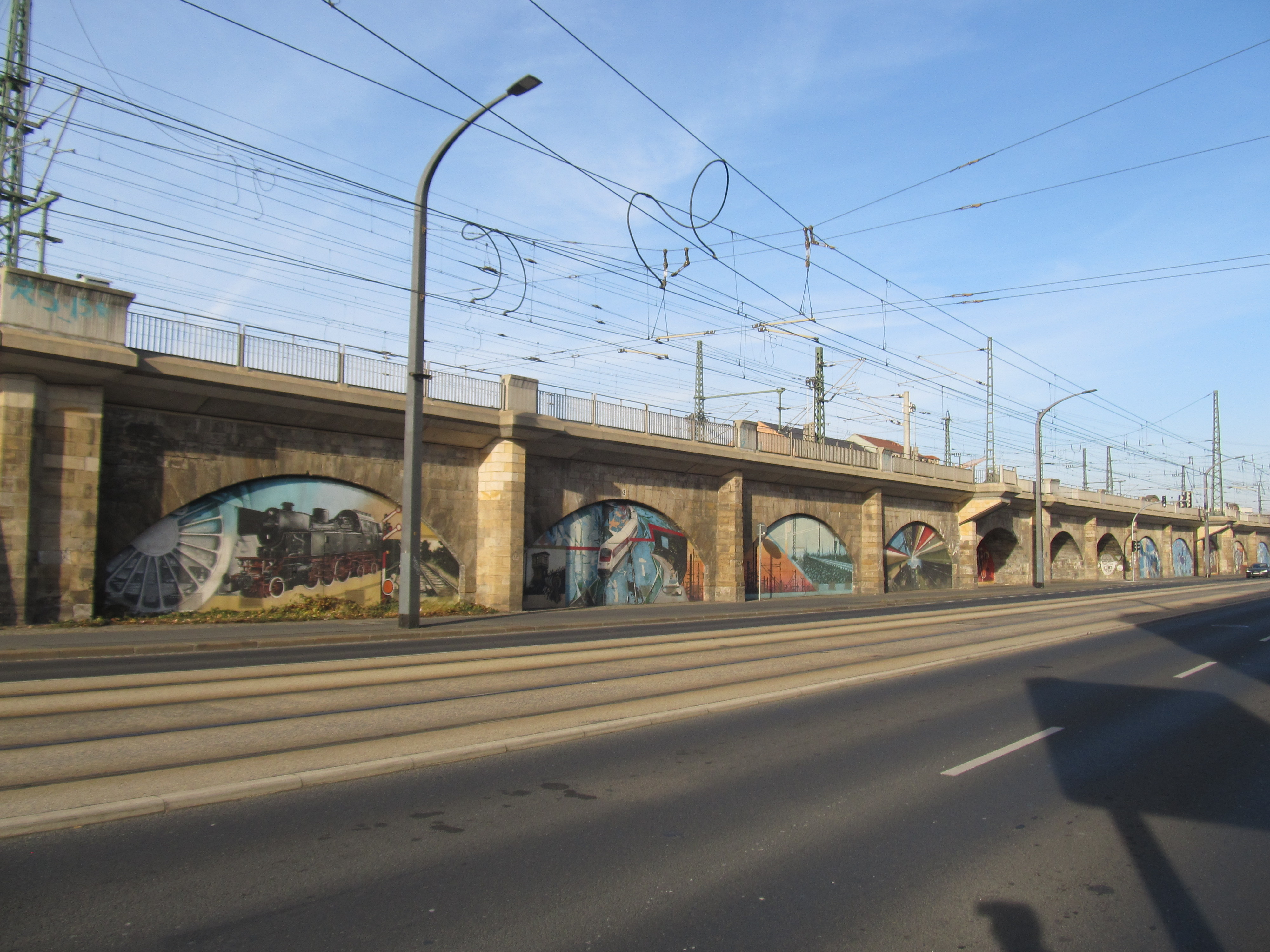
Südwestlicher Abschnitt der Bahnbögengalerie

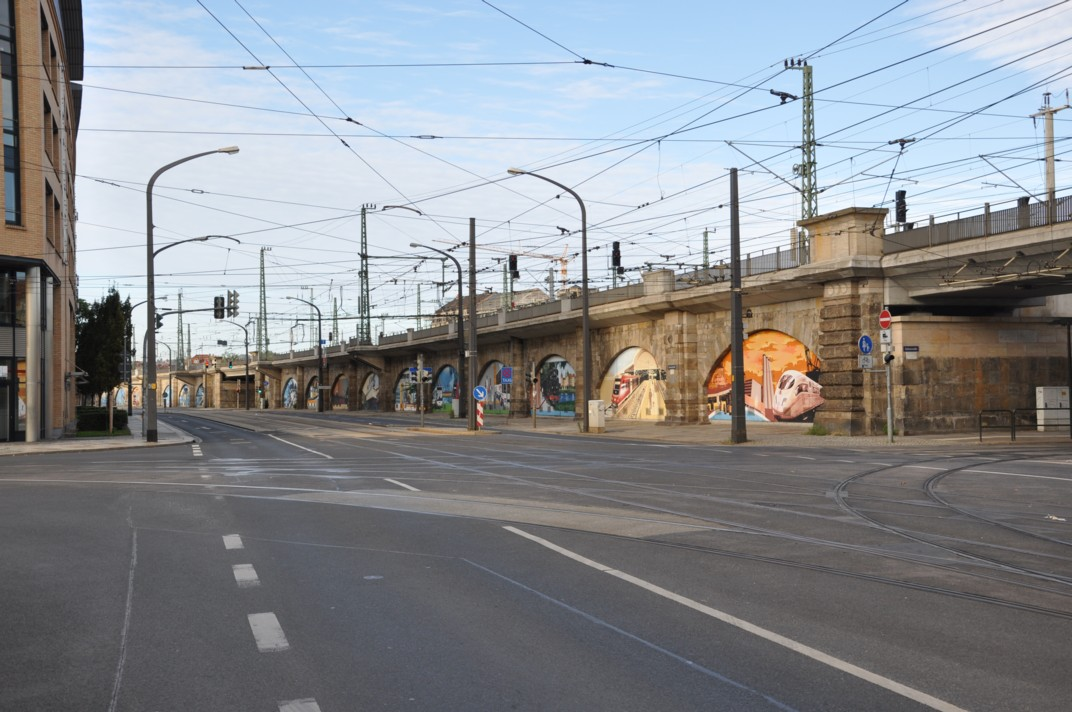
Blick entlang der Könneritzstraße auf den zentralen Teil der Bahnbögengalerie

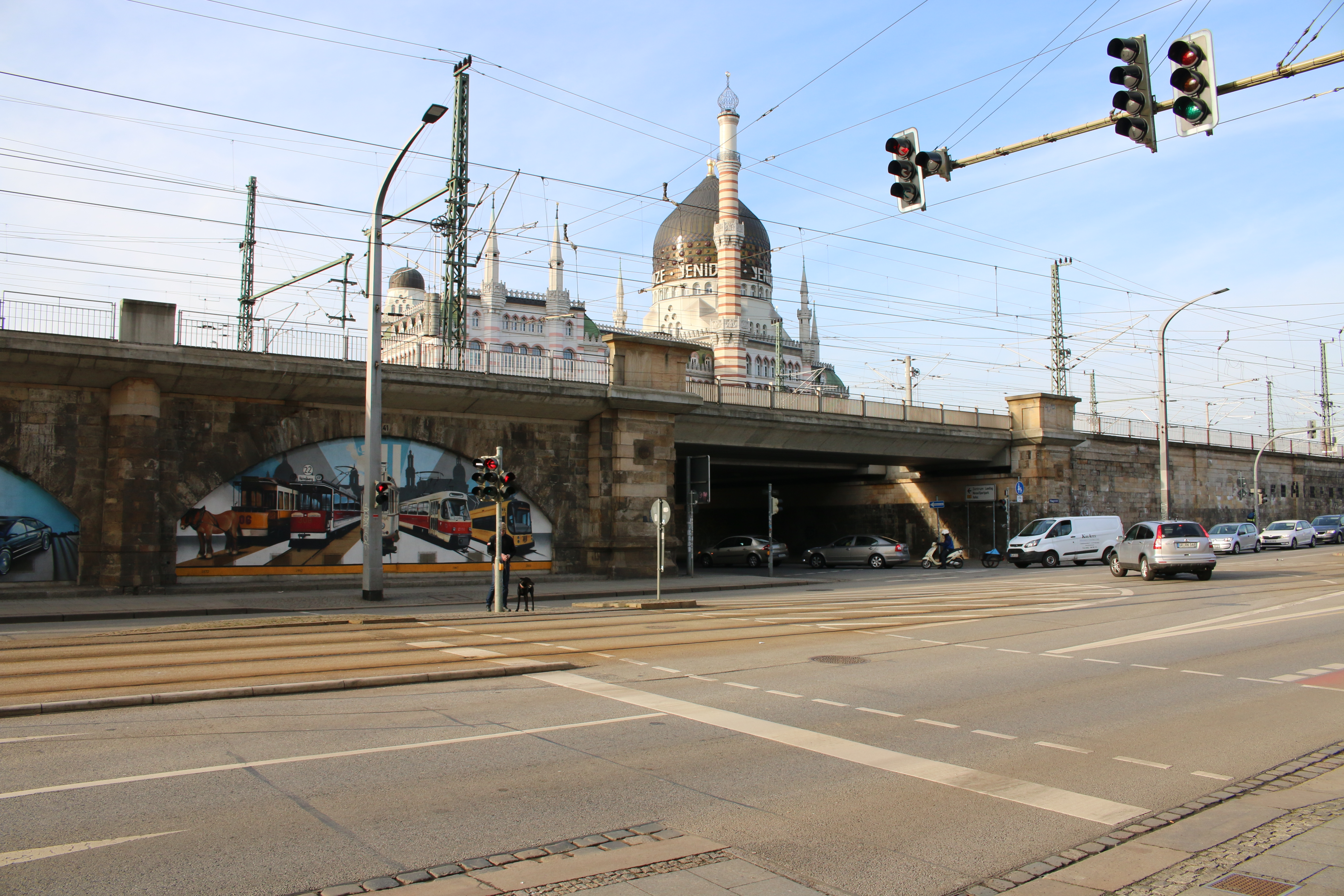
Nordöstliches Ende der Bahnbögengalerie, im Hintergrund die Yenidze

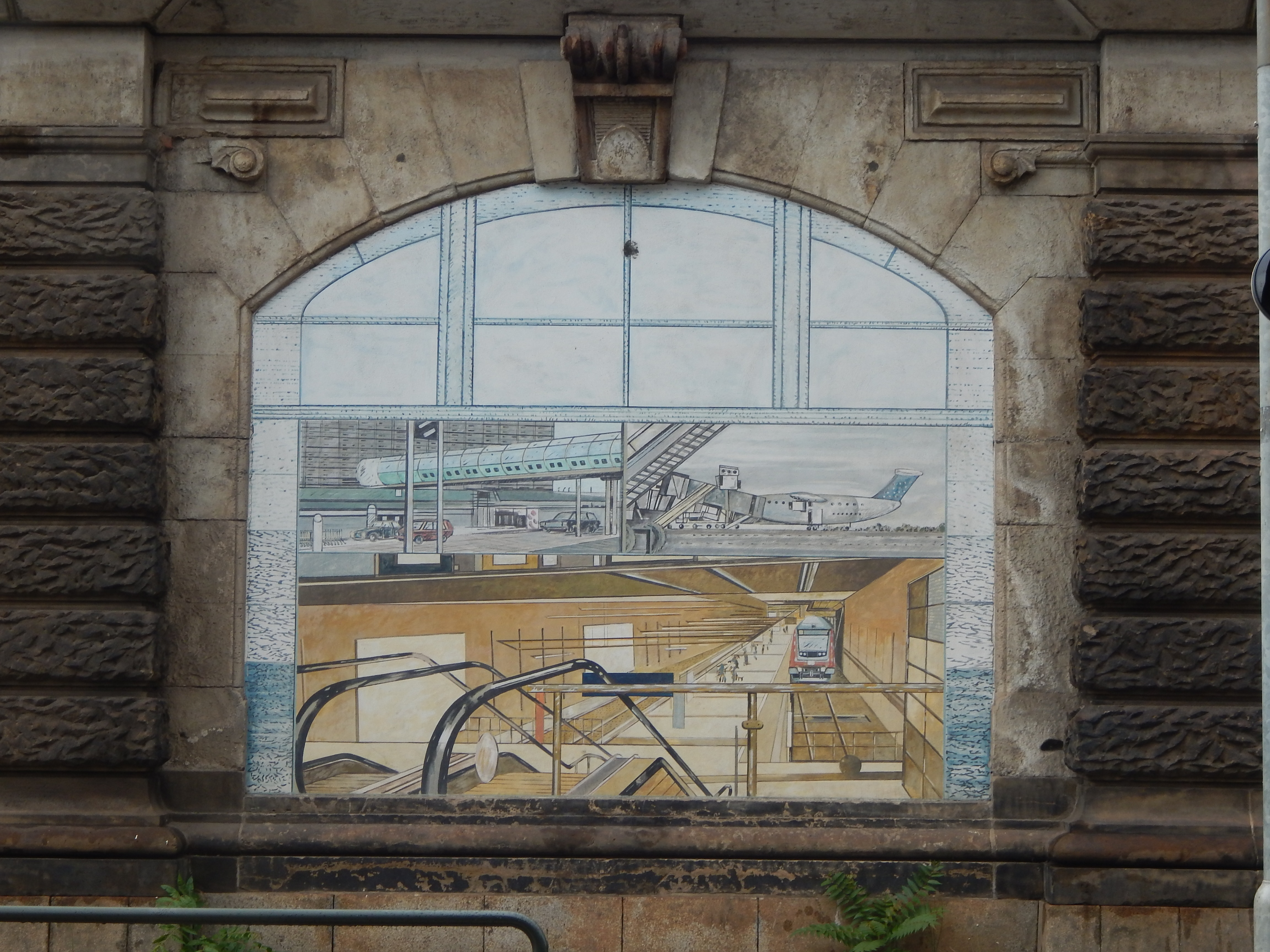
Auch 13 der 14 einstigen Türen bzw. Fenster im Erdgeschoss des Bahnhofs Mitte wurden gestaltet – wie in diesem Fall mit Darstellungen des Dresdner Flughafens und des Flughafen-Bahnhofs. Sie sind jedoch nicht Teil der Bahnbögengalerie.

Die Bahnbögengalerie ist eine Serie von 40 Wandbildern im Stadtzentrum von Dresden. Das großangelegte Streetart-Werk, ausgeführt per Graffiti-Technik, entstand von 2005 bis 2007 anlässlich der 2006 begangenen 800-Jahr-Feier der sächsischen Landeshauptstadt. Es erstreckt sich über eine Länge von knapp 750 Metern, allerdings mit mehreren Unterbrechungen. Die Wandbilder der Galerie liegen entlang der nordwestlichen Straßenseite der Könneritzstraße, eines Teils des 26er Rings, in der Wilsdruffer Vorstadt. Sie befinden sich auf den Fassaden zugemauerter Bögen mehrerer langgestreckter Bogenbrücken, die Teil der Bahnstrecke Děčín–Dresden-Neustadt in ihrem höher gelegten innenstädtischen Abschnitt zwischen Dresden Hauptbahnhof und Bahnhof Dresden-Neustadt und damit Eigentum der Deutschen Bahn sind. Dabei handelt es sich um die jeweils mehr als 100 Meter langen Stadtviadukte I, II und III, die als „stadtentwicklungsgeschichtlich bedeutend“ gelten und deshalb als technische Denkmale in Dresden unter Schutz stehen.
Von den 40 Wandbildern haben 16 einen Bezug zu Dresden und 10 zu anderen sächsischen Orten, die teils im Dresdner Umland liegen. Die übrigen 14 Wandbilder sind neutral und ohne erkennbaren Ortsbezug. Fast ausschließlich zeigen die 40 Werke Aspekte des übergeordneten Themas Infrastruktur, viele davon widmen sich dem öffentlichen Verkehr. Auf der großen Mehrzahl der Abbildungen sind Verkehrsmittel zu sehen, meist Fahrzeuge und deren Infrastrukturanlagen. Eine Nebenrolle spielen die Elektrizitäts-, Wasser- und Gasversorgung sowie die Abwasserbeseitigung. Überwiegend handelt es sich bei den Bildern um fotorealistische, teils collagenartige Darstellungen, doch auch einige illusionistische und comicartige Werke sind dabei. Mitunter gibt es verbindende Elemente zu benachbarten Abbildungen. Die Bilder haben allesamt näherungsweise die Form von Kreissegmenten mit einer Sehnenlänge (Breite) von rund neun und einer Höhe von vier Metern. Eingerahmt werden sie von den Sandsteinbögen der Viadukte mit ihren Graubeige-Farbtönen. Übermalt wurden dabei auch die Türen und Lüftungsgitter, die in fast jedem Bahnbogen enthalten sind.

## Gliederung
Gegliedert ist die Bahnbögengalerie in fünf Teile, die von Durchgängen bzw. -fahrten unterbrochen werden. Sie beginnt mit Bogen 1, der gegenüber dem Gebäude mit der Adresse Kraftwerk Mitte 16 liegt. Zwischen Teil I (Bogen 6) und Teil II (Bogen 7) verläuft in einem unnummerierten Bogen der Durchgang vom Kraftwerk Mitte zu dessen Besucherparkplatz, der sich auf der anderen Seite der Bahnstrecke Děčín–Dresden-Neustadt im Gleisdreieck der dort abzweigenden Bahnstrecke Berlin–Dresden befindet. Zwischen Teil II (Bogen 13) und Teil III (Bogen 14) führt die Schweriner Straße unter der Bahnstrecke hindurch. Nach dem Teil III (Wandbild 23) folgt die Eisenbahnüberführung Jahnstraße, an die sich nordöstlich der Bahnhof Dresden Mitte anschließt. Auch 13 der einst 14 Türen bzw. Fenster im Erdgeschoss des einstigen Bahnhofsgebäudes sind zugemauert und mit Wandbildern verziert, die jedoch nicht zur Bahnbögengalerie zählen und sich auch stilistisch von ihr unterscheiden. Die Bahnbögengalerie setzt sich im nordöstlichen Bahnhofsbereich mit Teil IV (Bogen 24) fort. Bogen 31 ist Bestandteil eines beim Bahnhofumbau in den 2000er Jahren angelegten Personentunnels und deshalb als einziger nummerierter Bogen nicht bemalt. Zwischen Teil IV (Bogen 33) und Teil V (Bogen 34) befindet sich die Eisenbahnüberführung Friedrichstraße. Die Bahnbögengalerie endet mit Bogen 41 unmittelbar vor der Eisenbahnüberführung über die Bundesstraße 6 (Magdeburger Straße) in Höhe Ostra-Allee.

## Geschichte
Bereits in den 1990er Jahren gab es vereinzelte Graffiti im Bereich der späteren Galerie. Damals standen viele der Bahnbögen jedoch leer, nur wenige waren verschließbar und dienten als Lager. Ein Problem in dieser Zeit stellte die illegale Ablagerung von Abfällen in den offenen Bahnbögen dar. Um dem zu begegnen und gleichzeitig die Anlage zu gestalten und Flächen für legale Graffiti zur Verfügung zu stellen, entstand die Idee, die Brückenbögen zuzumauern und die dabei entstehenden Flächen mit Streetart-Werken zu versehen. Dies folgte dem Beispiel des Bahnhofs Mitte, dessen Fassade bereits in den 1990er Jahren mit Wandbildern versehen worden war, die nach der 2001 bis 2004 erfolgten Bahnhofssanierung umgestaltet wurden. Im Juni 2005 begannen, als Arbeitsbeschaffungsmaßnahme koordiniert vom Sächsischen Umschulungs- und Fortbildungswerk (SUFW), zwölf Langzeitarbeitslose und Lehrlinge mit den Mauerarbeiten, die mit abgeklopften Abbruchsteinen aus dem VEB Bramsch erfolgten. Im September 2005 wurden die ersten Gestaltungsentwürfe im Neuen Rathaus vorgestellt und zehn davon ausgewählt. Noch Ende des gleichen Monats begannen die Ausführungsarbeiten mit den zehn Bögen im heutigen Teil III zwischen Jahn- und Schweriner Straße unter dem Motto „Dresden – Stadt der Technik“. Am 25. November 2005 übergab der Verkehrsverbund Oberelbe die ersten fertiggestellten Bilder der Bahnbögengalerie der Öffentlichkeit.
Danach gingen die Arbeiten an den Teilen I und II weiter, zuletzt wurden die Teile IV und V fertig. Das Ziel, bis zum Stadtjubiläum 2006 alle 40 Bögen zu gestalten, wurde nicht erreicht. Insgesamt arbeiteten die vier beteiligten Graffitikünstler, davon je zwei aus Dresden und aus Torgau, über einen Zeitraum von zwei Jahren an dem Großprojekt, zwischendrin waren sie jedoch auch mit anderen Werken beschäftigt. Die Gestaltungsmöglichkeiten bei den Entwürfen waren anfangs noch recht frei. Bald entwickelten sich jedoch reine Auftragsarbeiten von Sponsoren, die für die Vorarbeiten und die Ausgestaltung eines Bogens 3500 Euro übernahmen und dafür die Motive bestimmen und ihr Logo einbringen konnten. Nicht zur Ausführung kamen ursprüngliche Pläne, auch Aspekte der Kunststadt und der Sportstadt Dresden darzustellen sowie weitere 13 Bögen auf der anderen Seite der Viadukte mit je einem Motiv aus den damals zwölf Dresdner Partnerstädten sowie aus Dresden selbst zu versehen.

## Legende
- Teil/Standort: Nennt den jeweiligen Teil der Serie, zu dem das Wandbild gehört, und den Standort dieses Teils.
- Nummer/Lage: Nennt die (in den meisten Fällen auf dem Schlussstein des jeweiligen Bogens lesbar erhalten gebliebene) Nummer des Bahnbogens, in dem sich das Wandbild befindet. Der Link „Lage“ gibt die Koordinaten des Wandbilds an und führt zur Kartendarstellung. Die Grundsortierung der Liste folgt der Nummer.
- Bild: Zeigt ein Foto des Wandbilds.
- Auftraggeber: Nennt den Auftraggeber des Wandbilds.
- Thema: Nennt das Thema des Wandbilds und die abgebildeten Objekte.

## Liste der Wandbilder der Bahnbögengalerie
| Teil/Standort                                                              | Nummer/Lage | Bild | Auftraggeber                                        | Thema |
| -------------------------------------------------------------------------- | ----------- | ---- | --------------------------------------------------- | --- |
| Teil I, zwischen Könneritzstraße 16 und Fußgängerampel am Kraftwerk Mitte  | 1 (Lage)    |      | DB Netz                                             | Eisenbahn: Eisenbahnrad, Dampflokomotive, Eisenbahnsignal und zweigleisige Bahnstrecke mit Weiche |
| Teil I, zwischen Könneritzstraße 16 und Fußgängerampel am Kraftwerk Mitte  | 2 (Lage)    |      | Siemens Transportation Systems                      | Eisenbahn: Stellwerksturm mit mechanischer Stellwerktechnik, Intercity auf einem Gleisvorfeld, elektronische Stellwerktechnik und Oberleitungsanlagen |
| Teil I, zwischen Könneritzstraße 16 und Fußgängerampel am Kraftwerk Mitte  | 3 (Lage)    |      | DB Netz                                             | Eisenbahn: Oberleitungsanlagen, eingleisige Bahnstrecke |
| Teil I, zwischen Könneritzstraße 16 und Fußgängerampel am Kraftwerk Mitte  | 4 (Lage)    |      | DB Netz                                             | Eisenbahn: Weiche, Schienen, Oberleitungsanlagen und Bahnstrecken (Zentralprojektion, ausgerichtet auf mittigen Fluchtpunkt) |
| Teil I, zwischen Könneritzstraße 16 und Fußgängerampel am Kraftwerk Mitte  | 5 (Lage)    |      | Altstrehlen 1 e. V., Jugendtreff Spike              | Jugendkultur: Hand mit Sprühdose, DJ mit Plattenspieler/Mischpult, Breakdancer, Skateboardfahrer, weiblichen Augen und weiteren Sprühdosen |
| Teil I, zwischen Könneritzstraße 16 und Fußgängerampel am Kraftwerk Mitte  | 6 (Lage)    |      | Ziegelwerk Freital Eder                             | Bauwesen: Loch in Ziegelmauer gibt Blick auf eine Straßenkreuzung in Freital frei, Rohbau in Ziegelbauweise, Lochziegel |
| Teil II, zwischen Fußgängerampel am Kraftwerk Mitte und Schweriner Straße  | 7 (Lage)    |      | Drewag – Stadtwerke Dresden                         | Elektrizitätsversorgung: fünf anthropomorphe Glühlampen, die sich an Freileitungsmasten festhalten, dahinter Wolken mit Blitzen |
| Teil II, zwischen Fußgängerampel am Kraftwerk Mitte und Schweriner Straße  | 8 (Lage)    |      | Drewag – Stadtwerke Dresden                         | Wasserversorgung: Meerestiere (mehrere Fische und ein Tintenfisch), im Hintergrund unruhiges Wasser und am Rand das Ende eines Wasserrohrs |
| Teil II, zwischen Fußgängerampel am Kraftwerk Mitte und Schweriner Straße  | 9 (Lage)    |      | Drewag – Stadtwerke Dresden                         | Gasversorgung: drei Mäuse im Comic-Stil mit Käsestücken, neben ihnen gelbe Rohrleitungen |
| Teil II, zwischen Fußgängerampel am Kraftwerk Mitte und Schweriner Straße  | 10 (Lage)   |      | Drewag – Stadtwerke Dresden                         | Gasversorgung: drei Mäuse im Comic-Stil, eine davon in einem Laufrad, neben ihnen gelbe Rohrleitungen, über ihnen eine leuchtende Glühlampe |
| Teil II, zwischen Fußgängerampel am Kraftwerk Mitte und Schweriner Straße  | 11 (Lage)   |      | Drewag – Stadtwerke Dresden                         | Wasserversorgung: Meerestiere (mehrere Fische und eine Krabbe), im Hintergrund unruhiges Wasser und am Rand das Ende eines Wasserrohrs |
| Teil II, zwischen Fußgängerampel am Kraftwerk Mitte und Schweriner Straße  | 12 (Lage)   |      | Drewag – Stadtwerke Dresden                         | Elektrizitätsversorgung: fünf anthropomorphe Glühlampen, die sich an Freileitungsmasten festhalten, dahinter Wolken mit Blitzen und eine Freileitung |
| Teil II, zwischen Fußgängerampel am Kraftwerk Mitte und Schweriner Straße  | 13 (Lage)   |      | DB Netz                                             | Eisenbahn: Front einer Lokomotive unter der Decke einer Bahnhofshalle, darunter ein Führerstandspult, Ausschnitte eines Passagierhaltepunkts und eines Rangierbahnhofs, rechts und links Anlagen zur Bahnstromversorgung (Zentralprojektion, ausgerichtet auf mittigen Fluchtpunkt) |
| Teil III, zwischen Schweriner Straße und Eisenbahnüberführung Jahnstraße   | 14 (Lage)   |      | DB Netz                                             | ÖPNV im Stadtzentrum Dresdens: westliches Vorfeld des Dresdner Hauptbahnhofs (vgl. Foto); dazu in kleinen Bildern eine Elektrolok, eine Dampflok und ein Doppelstockwagen der S-Bahn Dresden |
| Teil III, zwischen Schweriner Straße und Eisenbahnüberführung Jahnstraße   | 15 (Lage)   |      | Verkehrsverbund Oberelbe (VVO)                      | ÖPNV in der Sächsischen Schweiz: ein Zug der Kirnitzschtalbahn, einer Überlandstraßenbahn; daneben typische Felsen des Elbsandsteingebirges |
| Teil III, zwischen Schweriner Straße und Eisenbahnüberführung Jahnstraße   | 16 (Lage)   |      | Verkehrsverbund Oberelbe (VVO)                      | ÖPNV im Stadtzentrum Dresdens: ein Zug der Flughafen-S-Bahn Dresden (Siemens Desiro Classic der Deutschen Bahn mit dem Logo des Flughafens Dresden), daneben die Bahnstrecke Děčín–Dresden-Neustadt in ihrem dortigen Abschnitt vor der Yenidze |
| Teil III, zwischen Schweriner Straße und Eisenbahnüberführung Jahnstraße   | 17 (Lage)   |      | Verkehrsverbund Oberelbe (VVO)                      | ÖPNV im Osten Dresdens: ein Fahrzeug der Schwebebahn Dresden, einer der beiden Dresdner Bergbahnen; daneben die Elbbrücke Blaues Wunder mit Wohnhäusern am Schillerplatz |
| Teil III, zwischen Schweriner Straße und Eisenbahnüberführung Jahnstraße   | 18 (Lage)   |      | Verkehrsverbund Oberelbe (VVO)                      | ÖPNV im Stadtzentrum Dresdens: ein Fahrkartenautomat der Dresdner Verkehrsbetriebe, daneben der Goldene Reiter, ein Wahrzeichen Dresdens; im Hintergrund ein Zug der Straßenbahn Dresden an einer Haltestelle |
| Teil III, zwischen Schweriner Straße und Eisenbahnüberführung Jahnstraße   | 19 (Lage)   |      | Verkehrsverbund Oberelbe (VVO)                      | ÖPNV in Meißen: ein Wagen der S-Bahn Dresden, daneben ein Bus in der Lackierung der Verkehrsgesellschaft Meißen, dahinter die Meißner Altstadt mit der Albrechtsburg und dem Meißner Dom |
| Teil III, zwischen Schweriner Straße und Eisenbahnüberführung Jahnstraße   | 20 (Lage)   |      | Verkehrsverbund Oberelbe (VVO)                      | ÖPNV im Süden Dresdens: ein Bus in der Lackierung des Regionalverkehrs Dresden an der Haltestelle Fritz-Foerster-Platz |
| Teil III, zwischen Schweriner Straße und Eisenbahnüberführung Jahnstraße   | 21 (Lage)   |      | Verkehrsverbund Oberelbe (VVO)                      | ÖPNV in Moritzburg: ein Zug der Lößnitzgrundbahn an einem Haltepunkt, daneben Schloss Moritzburg |
| Teil III, zwischen Schweriner Straße und Eisenbahnüberführung Jahnstraße   | 22 (Lage)   |      | DB Netz                                             | ÖPNV im Stadtzentrum Dresdens: ein Zug der Deutschen Bahn (Neigetechnik-Baureihe 612) im Bahnhof Dresden-Neustadt |
| Teil III, zwischen Schweriner Straße und Eisenbahnüberführung Jahnstraße   | 23 (Lage)   |      | Gemeinsam gefördert                                 | Verschiedenes: links ein Bus der Dresdner Verkehrsbetriebe vor der Kulisse von Semperoper und Katholischer Hofkirche, in der Mitte das Heizkraftwerk Nossener Brücke, rechts ein ICE 3 vor der Kulisse eines Hafenkrans |
| Teil IV, am Bahnhof Dresden Mitte bis Eisenbahnüberführung Friedrichstraße | 24 (Lage)   |      | Verkehrsverbund Vogtland (VVV)                      | Region Vogtland: links die Skisprunganlage Vogtland Arena, daneben ein Kosmonaut als Reminiszenz an den gebürtigen Vogtländer Sigmund Jähn (erster Deutscher im Weltall), rechts darunter der Renaissance-Giebel des Alten und der Turm des Neuen Rathauses von Plauen, rechts dahinter die Göltzschtalbrücke mit einem darüberfahrenden Zug und dem Vogtlandballon (Fesselballon, der nahe dieser Brücke von 2001 bis 2007 in Betrieb war), davor ein Siemens Desiro Classic der Vogtlandbahn, oben der Schriftzug „Vogtland“ |
| Teil IV, am Bahnhof Dresden Mitte bis Eisenbahnüberführung Friedrichstraße | 25 (Lage)   |      | Verkehrsverbund Mittelsachsen (VMS)                 | Region Erzgebirge: links ein Skifahrer als Reminiszenz an den regionalen Wintersport, rechts darüber ein Wagen der Drahtseilbahn Erdmannsdorf–Augustusburg vorm Jagdschloss Augustusburg, vorn in der Mitte eine Elektrolokomotive der Deutschen Bahn, ein Variobahn-Triebwagen der Straßenbahn Chemnitz und ein Regionalbus, dahinter das Karl-Marx-Monument als ein Wahrzeichen von Chemnitz, dahinter eine erzgebirgstypische Berglandschaft, rechts das Logo des Verkehrsverbunds Mittelsachsen mit Verweis auf dessen Website www.vms.de, oben der Schriftzug „Erzgebirge“ |
| Teil IV, am Bahnhof Dresden Mitte bis Eisenbahnüberführung Friedrichstraße | 26 (Lage)   |      | Verkehrsverbund Oberelbe (VVO)                      | Region Dresden: Radebeul, links der Hohlweg oberhalb des Hauses in der Sonne mit der Aussicht auf Dresden, links unten fünf Piktogramme für die öffentlichen Verkehrsmittel in der Region Dresden (Eisenbahn, S-Bahn, Straßenbahn, Bus und Fähre), in der Mitte das Belvedere zum Schloss Wackerbarth, rechts ein fahrender Zug der Straßenbahn Dresden als Übergang zum Bogen 27 |
| Teil IV, am Bahnhof Dresden Mitte bis Eisenbahnüberführung Friedrichstraße | 27 (Lage)   |      | Verkehrsverbund Oberelbe (VVO)                      | Region Dresden: Dresden, links ein fahrender Zug der Straßenbahn Dresden als Übergang zum Bogen 26, rechts daneben ein Bus des Regionalverkehrs Dresden; dahinter ein Pavillon des Zwingers, die Frauenkirche, das Georgentor und der Hausmannsturm sowie die Katholische Hofkirche; oben ein Logo der Stadt, rechts ein fahrender Zug der S-Bahn Dresden als Übergang zum Bogen 28 |
| Teil IV, am Bahnhof Dresden Mitte bis Eisenbahnüberführung Friedrichstraße | 28 (Lage)   |      | Verkehrsverbund Oberelbe (VVO)                      | Region Dresden: Sächsische Schweiz, links ein fahrender Zug der S-Bahn Dresden als Übergang zum Bogen 27, darüber ein Wanderwegweiser aus dem Gebiet der Schrammsteine, dahinter das Durchbruchstal der Elbe mit dem Rathener Ortsteil Oberrathen, rechts typische Felsen des Elbsandsteingebirges, ganz rechts das Logo des Verkehrsverbunds Oberelbe |
| Teil IV, am Bahnhof Dresden Mitte bis Eisenbahnüberführung Friedrichstraße | 29 (Lage)   |      | Zweckverband für den Nahverkehrsraum Leipzig (ZVNL) | Region Leipzig: ganz links das Logo des Zweckverbands für den Nahverkehrsraum Leipzig, links ein Siemens Desiro Classic; darüber ein männliches und ein weibliches Gesicht, die in Richtung abgebildeter Sehenswürdigkeiten und Schriftzüge der Namen folgender Städte blicken: Barockschloss in Delitzsch, die Alte Wache in Borna, das Völkerschlachtdenkmal in Leipzig, das Schloss Hartenfels in Torgau, das Rathaus in Grimma, die St. Nicolaikirche in Döbeln und der „Wilde Robert“, eine Schmalspurbahn in Oschatz |
| Teil IV, am Bahnhof Dresden Mitte bis Eisenbahnüberführung Friedrichstraße | 30 (Lage)   |      | Verkehrsverbund Oberlausitz-Niederschlesien (ZVON)  | Region Oberlausitz-Niederschlesien bzw. deutsch-polnisch-tschechisches Dreiländereck: ganz links das Logo des Verkehrsverbunds Oberlausitz-Niederschlesien, daneben das Unternehmensmaskottchen „Zvoni“, ein Grashüpfer; daneben wiederum der Slogan „Mobil im Dreiländereck.“ Auf einer Karte finden sich stark vereinfacht die Grenzverläufe zwischen den drei Staaten, die mit unterschiedlichen Hintergrundfarben und den Nationalitätszeichen D, PL und CZ dargestellt sind; im deutschen Teil links der Kopf eines Dinosauriers als Reminiszenz an den Saurierpark Kleinwelka, daneben die Alte Wasserkunst und die Michaeliskirche in Bautzen, daneben ein Umgebindehaus, in der Mitte der König-Friedrich-August-Turm in Löbau, rechts darunter der Heffterbau in Zittau; darüber die Peterskirche in Görlitz neben der Oberlausitzer Gedenkhalle in Zgorzelec; im polnischen Teil zudem die Stabkirche Wang in Karpacz (Krummhübel), im tschechischen Teil der Fernsehturm Ještěd (Jeschken); zwischen beiden Teilen ein verschneiter Berggipfel (wohl die Schneekoppe), der die Sudeten symbolisiert |
| Teil IV, am Bahnhof Dresden Mitte bis Eisenbahnüberführung Friedrichstraße | 32 (Lage)   |      | –                                                   | Radverkehr: eine Gruppe Radfahrer auf Fahrrädern, darunter zwei Hochräder und ein Tandem, auf einem Radweg zwischen zwei Büschen vorm Hintergrund eines Regenbogens. Diese Gestaltung erfolgte, da sich unter dem Bogen 32 eine Fahrradabstellanlage des Bahnhofs Dresden Mitte befindet. |
| Teil IV, am Bahnhof Dresden Mitte bis Eisenbahnüberführung Friedrichstraße | 33 (Lage)   |      | Krankenhaus Dresden-Friedrichstadt                  | Gesundheitswesen: in der Mitte das Palais Brühl-Marcolini als historisches Haupthaus des städtischen Klinikums Krankenhaus Dresden-Friedrichstadt, rechts der barocke Neptunbrunnen, links ein modernes Krankenhausgebäude, davor ein Ärzteteam bei einer Operation |
| Teil V, zwischen Friedrichstraße und Eisenbahnüberführung Bundesstraße 6   | 34 (Lage)   |      | Stadtentwässerung Dresden                           | Abwasserbeseitigung: links ein Wohnhaus, in dem Badewanne, Toilette, Dusche und Waschmaschine als Schmutzwasser abgebende Einrichtungen zu sehen sind, darunter die Kanalisation, im Hintergrund ein Ausschnitt der Dresdner Altstadtsilhouette mit Sächsischem Ständehaus, Katholischer Hofkirche und Hausmannsturm; rechts drei einen Kreislauf symbolisierende Wassertropfen (in Anklang an das Logo der Stadtentwässerung Dresden), darin einmal Grünpflanzen als Sinnbild für die Natur, einmal eine badende weibliche Gestalt als Sinnbild für die Wassernutzer und einmal mehrere Klärbecken neben der Elbe sowie ein historischer Erlwein-Bau der Kläranlage Dresden-Kaditz; ganz rechts das Unternehmensmaskottchen „Ulli-Gulli“, ein Waschbär, das sich auf eine Haushaltssaugglocke stützt |
| Teil V, zwischen Friedrichstraße und Eisenbahnüberführung Bundesstraße 6   | 35 (Lage)   |      | Sächsische Binnenhäfen Oberelbe                     | Frachtschifffahrt im Alberthafen Dresden-Friedrichstadt: links ein Hafenarbeiter, rechts daneben ein mit einem ISO-Container beladener Lastkraftwagen; daneben drei Hafenkrane, die mehrere Frachtschiffe be- bzw. entladen; im Hintergrund mittig die Hafenbrücke, rechts und links die Ladegleise der Hafenbahn Dresden, rechts eine Diesellokomotive der DR-Baureihe V 180 |
| Teil V, zwischen Friedrichstraße und Eisenbahnüberführung Bundesstraße 6   | 36 (Lage)   |      | Flughafen Dresden                                   | Luftfahrt am Flughafen Dresden: Terminalgebäude mit Brücke über die Flughafenvorfahrt zum Parkhaus, rechts ein Teil des Vorfelds mit dort abgestellten Flugzeugen, im Hintergrund ein startendes Flugzeug |
| Teil V, zwischen Friedrichstraße und Eisenbahnüberführung Bundesstraße 6   | 37 (Lage)   |      | Elbe Flugzeugwerke                                  | Luftfahrt: Cockpit eines Flugzeugs mit diversen Bedien- und Kontrollelementen, durch die Fenster ist bewölkter Himmel und rechts unten ein Flusstal mit bewaldeten Hängen erkennbar |
| Teil V, zwischen Friedrichstraße und Eisenbahnüberführung Bundesstraße 6   | 38 (Lage)   |      | Elbe Flugzeugwerke                                  | Luftfahrt: 152 auf dem Vorfeld eines Flugplatzes mit vier Personen. Die 152 war das in den 1950er Jahren entwickelte erste deutsche Passagierstrahlflugzeug und das wichtigste Projekt des Flugzeugbaus in der DDR. Gefertigt wurde sie beim VEB Flugzeugwerke Dresden, dem Vorläufer der Elbe Flugzeugwerke. |
| Teil V, zwischen Friedrichstraße und Eisenbahnüberführung Bundesstraße 6   | 39 (Lage)   |      | IABG                                                | Luftfahrt: Strukturbelastungstest am Großraumflugzeugmodell Airbus A380 in einer Halle am Flughafen Dresden, durchgeführt durch die IABG und IMA Dresden (vgl. Foto) |
| Teil V, zwischen Friedrichstraße und Eisenbahnüberführung Bundesstraße 6   | 40 (Lage)   |      | Automobilmanufaktur Dresden                         | Automobilindustrie: links die CarGoTram, eine Güterstraßenbahn, vorm Kronentor (entspricht der realen Fahrtstrecke, die über die Ostra-Allee führt); in der Mitte die Gläserne Manufaktur, ein Autowerk von Volkswagen am Straßburger Platz; rechts ein VW Phaeton, der von 2001 bis 2016 in diesem Werk gebaut wurde |
| Teil V, zwischen Friedrichstraße und Eisenbahnüberführung Bundesstraße 6   | 41 (Lage)   |      | Dresdner Verkehrsbetriebe (DVB)                     | Straßenbahn Dresden: Fahrzeuggeschichte der Dresdner Straßenbahn von den Anfängen bis zur Moderne: links eine Pferdebahn der Tramways Company of Germany Ltd. („Die Gelbe“), daneben der Triebwagen 309 (GBS Berolina-Wagen, eines der Museumsfahrzeuge des Straßenbahnmuseums Dresden) der Deutschen Straßenbahngesellschaft in Dresden („Die Rote“) auf der Plauenschen Grundbahn, in der Mitte der Triebwagen 1716 (Großer Hecht, Museumsfahrzeug des Straßenbahnmuseums Dresden), daneben der Triebwagen 2000 (Tatra T4D, Museumsfahrzeug des Straßenbahnmuseums Dresden), rechts ein Gelenktriebwagen NGT D12DD, darunter eine Zeile mit den Jahreszahlen der Einführung des jeweiligen Fahrzeugs; im Hintergrund die Dresdner Altstadtsilhouette im Canaletto-Blick sowie ein stilisiertes Dresdner Stadtwappen |